# Kisbolygók listája (33501–34000)
Ezen a lapon a sorszámmal rendelkező kisbolygók listájának egy részlete található.
33501–33600. • 33601–33700. • 33701–33800. • 33801–33900. • 33901–34000.
| Név                    | Ideiglenes név | A felfedezés ideje   | A felfedezés helye | Felfedező                       | Névadó (kategória) | Forrás  |
| ---------------------- | -------------- | -------------------- | ------------------ | ------------------------------- | --- | ------- |
| 33501–33600.           |                |                      |                    |                                 | |         |
| 33501 Juliethompson    | 1999 GJ20      | 1999. április 15.    | Socorro            | LINEAR                          | Julie Thompson, a 2017-es Regeneron STS főiskolai tudományos verseny egyik döntősének mentora | MPC JPL |
| 33502 Janetwaldeck     | 1999 GM20      | 1999. április 15.    | Socorro            | LINEAR                          | Janet Waldeck, a 2017-es Regeneron STS főiskolai tudományos verseny egyik döntősének mentora | MPC JPL |
| 33503 Dasilvaborges    | 1999 GS20      | 1999. április 15.    | Socorro            | LINEAR                          | Luiz Fernando da Silva Borges (1998–), a 2016-os Intel International Science and Engineering Fair verseny első helyezettje és kategóriájának legjobbja bioorvos mérnöki témában készített projektjével, emellett megkapta a Philip V. Streich emlékdíjat is                                                                    | MPC JPL |
| 33504 Rebrouwer        | 1999 GT20      | 1999. április 15.    | Socorro            | LINEAR                          | Rachel Elizabeth Brouwer (2002–), a 2016-os Intel International Science and Engineering Fair verseny második helyezettje föld- és környezettudományi témában készített projektjével | MPC JPL |
| (33505) 1999 GZ21      | 1999 GZ21      | 1999. április 7.     | Socorro            | LINEAR                          | | MPC JPL |
| (33506) 1999 GM23      | 1999 GM23      | 1999. április 6.     | Socorro            | LINEAR                          | | MPC JPL |
| (33507) 1999 GT23      | 1999 GT23      | 1999. április 6.     | Socorro            | LINEAR                          | | MPC JPL |
| 33508 Drewnik          | 1999 GH25      | 1999. április 6.     | Socorro            | LINEAR                          | Dennis Adrian Drewnik (1998–), a 2016-os Intel International Science and Engineering Fair verseny első helyezettje és kategóriájának legjobbja növénytudományi témában készített projektjével, emellett megkapta a Dudley R. Herschbach SIYSS díjat is                                                                         | MPC JPL |
| 33509 Mogilny          | 1999 GB27      | 1999. április 7.     | Socorro            | LINEAR                          | Daniel Mogilny (1998–), a 2016-os Intel International Science and Engineering Fair verseny második helyezettje szoftverrendszerek témában készített projektjével | MPC JPL |
| (33510) 1999 GM31      | 1999 GM31      | 1999. április 7.     | Socorro            | LINEAR                          | | MPC JPL |
| 33511 Austinwang       | 1999 GW32      | 1999. április 12.    | Socorro            | LINEAR                          | Han Jie (Austin) Wang (1998–), a 2016-os Intel International Science and Engineering Fair verseny első helyezettje és kategóriájának legjobbja mikrobiológiai témában készített projektjével, emellett megkapta a Gordon E. Moore díjat is                                                                                     | MPC JPL |
| (33512) 1999 GM33      | 1999 GM33      | 1999. április 12.    | Socorro            | LINEAR                          | | MPC JPL |
| (33513) 1999 GE34      | 1999 GE34      | 1999. április 6.     | Socorro            | LINEAR                          | | MPC JPL |
| 33514 Changpeihsuan    | 1999 GF34      | 1999. április 6.     | Socorro            | LINEAR                          | Chang Pei-Hsuan (1998–), a 2016-os Intel International Science and Engineering Fair verseny első helyezettje és kategóriájának legjobbja matematikai témában készített projektjével, emellett megkapta az European Union Contest for Young Scientists díjat is                                                                 | MPC JPL |
| 33515 Linbohan         | 1999 GM34      | 1999. április 6.     | Socorro            | LINEAR                          | Lin Bo-Han (1998–), a 2016-os Intel International Science and Engineering Fair verseny második helyezettje fizikai és csillagászati témában készített projektjével | MPC JPL |
| 33516 Timonen          | 1999 GO34      | 1999. április 6.     | Socorro            | LINEAR                          | Petteri Timonen (1997–), a 2016-os Intel International Science and Engineering Fair verseny második helyezettje szoftverrendszerek témában készített projektjével | MPC JPL |
| 33517 Paulfoltin       | 1999 GT34      | 1999. április 6.     | Socorro            | LINEAR                          | Paul Foltin (1999–), a 2016-os Intel International Science and Engineering Fair verseny második helyezettje beágyazott rendszerek témában készített csoportprojektjével | MPC JPL |
| 33518 Stoetzer         | 1999 GH35      | 1999. április 6.     | Socorro            | LINEAR                          | Myrijam Stoetzer (2001–), a 2016-os Intel International Science and Engineering Fair verseny második helyezettje beágyazott rendszerek témában készített csoportprojektjével | MPC JPL |
| (33519) 1999 GL36      | 1999 GL36      | 1999. április 12.    | Socorro            | LINEAR                          | | MPC JPL |
| 33520 Ichige           | 1999 GE38      | 1999. április 12.    | Socorro            | LINEAR                          | Takahiro Ichige (1998–), a 2016-os Intel International Science and Engineering Fair verseny első helyezettje és kategóriájának legjobbja műszaki mechanikai témában készített projektjével | MPC JPL |
| (33521) 1999 GK40      | 1999 GK40      | 1999. április 12.    | Socorro            | LINEAR                          | | MPC JPL |
| 33522 Chizumimaeta     | 1999 GQ40      | 1999. április 12.    | Socorro            | LINEAR                          | Chizumi Maeta (1997–), a 2016-os Intel International Science and Engineering Fair verseny második helyezettje energiák témában készített csoportprojektjével | MPC JPL |
| 33523 Warashina        | 1999 GT41      | 1999. április 12.    | Socorro            | LINEAR                          | Tomoro Warashina (1997–), a 2016-os Intel International Science and Engineering Fair verseny második helyezettje sejt- és molekuláris biológiai témában készített projektjével | MPC JPL |
| (33524) 1999 GM48      | 1999 GM48      | 1999. április 7.     | Anderson Mesa      | LONEOS                          | | MPC JPL |
| 33525 Teresinha        | 1999 GG53      | 1999. április 11.    | Anderson Mesa      | LONEOS                          | Teresinha Rodrigues (1957–), a Rio de Janeiro-i Nemzeti Obszervatórium kutatója; alapvető szerepet játszott a tájékoztató programok szervezésében az Sertão de Itaparica-i Csillagászati Obszervatóriumban; elkötelezett a kis naprendszerek tanulmányozásában                                                                 | MPC JPL |
| (33526) 1999 GG55      | 1999 GG55      | 1999. április 6.     | Kitt Peak          | Spacewatch                      | | MPC JPL |
| (33527) 1999 GJ55      | 1999 GJ55      | 1999. április 7.     | Kitt Peak          | Spacewatch                      | | MPC JPL |
| 33528 Jinzeman         | 1999 HL        | 1999. április 17.    | Ondřejov           | Petr Pravec                     | Jindřich Zeman (1894–1978), cseh amatőrcsillagász, asztrofotográfus volt; az éjszakai égboltról készített kiváló fényképeit számos népszerű csillagászati könyv reprodukálta; 1942-ben megkapta Cseh Csillagászati Szövetségtől a František Nušl-díjat                                                                         | MPC JPL |
| 33529 Henden           | 1999 HA1       | 1999. április 19.    | Fountain Hills     | Charles W. Juels                | Arne A. Henden (1950–), 1982-ben az Astronomical Photometry társszerzője volt; később a American Association of Variable Star Observers igazgatója; az US Naval Obszervatórium munkatársa volt 1993 és 2005 között | MPC JPL |
| (33530) 1999 HH1       | 1999 HH1       | 1999. április 19.    | Reedy Creek        | John Broughton                  | | MPC JPL |
| (33531) 1999 HG2       | 1999 HG2       | 1999. április 20.    | Višnjan            | Korado Korlević, Mario Jurić    | | MPC JPL |
| 33532 Gabriellacoli    | 1999 HV2       | 1999. április 18.    | San Marcello       | Andrea Boattini, Luciano Tesi   | Gabriella Coli (1931–), az első felfedező általános iskolai tanára | MPC JPL |
| (33533) 1999 HV3       | 1999 HV3       | 1999. április 19.    | Woomera            | Frank B. Zoltowski              | | MPC JPL |
| 33534 Meiyamamura      | 1999 HL9       | 1999. április 17.    | Socorro            | LINEAR                          | Mei Yamamura (1998–), a 2016-os Intel International Science and Engineering Fair verseny második helyezettje energiák témában készített csoportprojektjével | MPC JPL |
| 33535 Alshaikh         | 1999 HS9       | 1999. április 17.    | Socorro            | LINEAR                          | Fatimah Abdulmonem Alshaikh (1998–), a 2016-os Intel International Science and Engineering Fair verseny második helyezettje növénytudományi témában készített projektjével | MPC JPL |
| 33536 Charpugdee       | 1999 HU9       | 1999. április 17.    | Socorro            | LINEAR                          | Runglawan Charpugdee (1998–), a 2016-os Intel International Science and Engineering Fair verseny második helyezettje állattudományi témában készített csoportprojektjével | MPC JPL |
| 33537 Doungnga         | 1999 HJ10      | 1999. április 17.    | Socorro            | LINEAR                          | Charuntorn Doungnga (1998–), a 2016-os Intel International Science and Engineering Fair verseny második helyezettje állattudományi témában készített csoportprojektjével | MPC JPL |
| 33538 Jaredbergen      | 1999 HR10      | 1999. április 17.    | Socorro            | LINEAR                          | Jared Randolph Bergen (1998–), a 2016-os Intel International Science and Engineering Fair verseny második helyezettje állattudományi témában készített projektjével | MPC JPL |
| 33539 Elenaberman      | 1999 HU10      | 1999. április 17.    | Socorro            | LINEAR                          | Elena Alexandra Berman (1999–), a 2016-os Intel International Science and Engineering Fair verseny második helyezettje számítógépes biológiai és bioinformatikai témában készített csoportprojektjével | MPC JPL |
| (33540) 1999 JH3       | 1999 JH3       | 1999. május 7.       | Nacsi-Kacuura      | Simizu Josiszada, Urata Takesi  | | MPC JPL |
| (33541) 1999 JF6       | 1999 JF6       | 1999. május 11.      | Nacsi-Kacuura      | Simizu Josiszada, Urata Takesi  | | MPC JPL |
| (33542) 1999 JZ7       | 1999 JZ7       | 1999. május 12.      | Socorro            | LINEAR                          | | MPC JPL |
| (33543) 1999 JR8       | 1999 JR8       | 1999. május 13.      | Reedy Creek        | John Broughton                  | | MPC JPL |
| 33544 Jerold           | 1999 JY8       | 1999. május 15.      | Fountain Hills     | Charles W. Juels                | Jerold Z. Kaplan (1945–), orvos és sebész, aki 1977 óta foglalkozik égési sérülésekkel és sebekkel Észak-Kaliforniában; égést megelőzési oktató és orvosi hipnózist használ; tinédzserkorában ő és ez a kisbolygó felfedezője gyakran az egeket nézte egy 60 mm-es refraktorral                                                | MPC JPL |
| (33545) 1999 JV9       | 1999 JV9       | 1999. május 8.       | Catalina           | CSS                             | | MPC JPL |
| (33546) 1999 JM10      | 1999 JM10      | 1999. május 8.       | Catalina           | CSS                             | | MPC JPL |
| (33547) 1999 JZ12      | 1999 JZ12      | 1999. május 15.      | Catalina           | CSS                             | | MPC JPL |
| (33548) 1999 JC13      | 1999 JC13      | 1999. május 10.      | Višnjan            | Korado Korlević                 | | MPC JPL |
| (33549) 1999 JS13      | 1999 JS13      | 1999. május 10.      | Socorro            | LINEAR                          | | MPC JPL |
| 33550 Blackburn        | 1999 JQ14      | 1999. május 10.      | Socorro            | LINEAR                          | Lee Blackburn (1998–), a 2016-os Intel International Science and Engineering Fair verseny második helyezettje energiák témában készített projektjével | MPC JPL |
| (33551) 1999 JB15      | 1999 JB15      | 1999. május 12.      | Socorro            | LINEAR                          | | MPC JPL |
| (33552) 1999 JN15      | 1999 JN15      | 1999. május 15.      | Catalina           | CSS                             | | MPC JPL |
| 33553 Nagai            | 1999 JQ17      | 1999. május 11.      | Nanjó              | Okuni Tomimaru                  | Nagai, japán város Jamagata prefektúrában; egy 1,8 kg-os meteorit esett a város közelébe 1922. május 30-án | MPC JPL |
| (33554) 1999 JU17      | 1999 JU17      | 1999. május 10.      | Socorro            | LINEAR                          | | MPC JPL |
| 33555 Nataliebush      | 1999 JV19      | 1999. május 10.      | Socorro            | LINEAR                          | Natalie Marie Bush (1998–), a 2016-os Intel International Science and Engineering Fair verseny első helyezettje és kategóriájának legjobbja föld- és környezettudományi témában készített projektjével, emellett megkapta az Intel and Indo-US Science & Technology Forum díjat is                                             | MPC JPL |
| 33556 Brennanclark     | 1999 JR20      | 1999. május 10.      | Socorro            | LINEAR                          | Brennan Scott Clark (1997–), a 2016-os Intel International Science and Engineering Fair verseny első helyezettje és kategóriájának legjobbja áttételi orvostudományi témában készített csoportprojektjével | MPC JPL |
| (33557) 1999 JC22      | 1999 JC22      | 1999. május 10.      | Socorro            | LINEAR                          | | MPC JPL |
| (33558) 1999 JN22      | 1999 JN22      | 1999. május 10.      | Socorro            | LINEAR                          | | MPC JPL |
| 33559 Laurencooper     | 1999 JK23      | 1999. május 10.      | Socorro            | LINEAR                          | Lauren Cooper (1999–), a 2016-os Intel International Science and Engineering Fair verseny második helyezettje anyagtudományi témában készített projektjével | MPC JPL |
| 33560 D'Alessandro     | 1999 JN23      | 1999. május 10.      | Socorro            | LINEAR                          | Alexis Maria D'Alessandro (1997–), a 2016-os Intel International Science and Engineering Fair verseny második helyezettje környezetmérnöki témában készített projektjével | MPC JPL |
| 33561 Brianjasondu     | 1999 JA24      | 1999. május 10.      | Socorro            | LINEAR                          | Brian Jason Du (1998–), a 2016-os Intel International Science and Engineering Fair verseny második helyezettje sejt- és molekuláris biológiai témában készített projektjével | MPC JPL |
| 33562 Amydunphy        | 1999 JO24      | 1999. május 10.      | Socorro            | LINEAR                          | Amy Dunphy (2000–), a 2016-os Intel International Science and Engineering Fair verseny második helyezettje kémiai témában készített projektjével | MPC JPL |
| (33563) 1999 JV24      | 1999 JV24      | 1999. május 10.      | Socorro            | LINEAR                          | | MPC JPL |
| 33564 Miriamshira      | 1999 JP25      | 1999. május 10.      | Socorro            | LINEAR                          | Miriam Shira Eisenberg (1998–), a 2016-os Intel International Science and Engineering Fair verseny második helyezettje viselkedés- és társadalomtudományi témában készített projektjével | MPC JPL |
| 33565 Samferguson      | 1999 JY25      | 1999. május 10.      | Socorro            | LINEAR                          | Samuel Ferguson (1999–), a 2016-os Intel International Science and Engineering Fair verseny második helyezettje bioorvos mérnöki témában készített projektjével | MPC JPL |
| (33566) 1999 JZ25      | 1999 JZ25      | 1999. május 10.      | Socorro            | LINEAR                          | | MPC JPL |
| 33567 Sulekhfrederic   | 1999 JV27      | 1999. május 10.      | Socorro            | LINEAR                          | Sulekh Frederic Fernando-Peiris (2000–), a 2016-os Intel International Science and Engineering Fair verseny második helyezettje fizikai és csillagászati témában készített projektjével | MPC JPL |
| 33568 Godishala        | 1999 JN29      | 1999. május 10.      | Socorro            | LINEAR                          | Prashant Sai Godishala (1998–), a 2016-os Intel International Science and Engineering Fair verseny első helyezettje és kategóriájának legjobbja áttételi orvostudományi témában készített csoportprojektjével | MPC JPL |
| 33569 Nikhilgopal      | 1999 JM30      | 1999. május 10.      | Socorro            | LINEAR                          | Nikhil Sajan Gopal (2000–), a 2016-os Intel International Science and Engineering Fair verseny második helyezettje mikrobiológiai témában készített projektjével | MPC JPL |
| 33570 Jagruenstein     | 1999 JT30      | 1999. május 10.      | Socorro            | LINEAR                          | Joshua Aaron Gruenstein (1999–), a 2016-os Intel International Science and Engineering Fair verseny második helyezettje robotika és intelligens gépek témában készített csoportprojektjével | MPC JPL |
| 33571 Jaygupta         | 1999 JD32      | 1999. május 10.      | Socorro            | LINEAR                          | Jay Gupta (1998–), a 2016-os Intel International Science and Engineering Fair verseny második helyezettje sejt- és molekuláris biológiai témában készített projektjével | MPC JPL |
| 33572 Mandolin         | 1999 JF32      | 1999. május 10.      | Socorro            | LINEAR                          | Mandolin Harris (1997–), a 2016-os Intel International Science and Engineering Fair verseny második helyezettje föld- és környezettudományi témában készített projektjével | MPC JPL |
| 33573 Hugrace          | 1999 JR32      | 1999. május 10.      | Socorro            | LINEAR                          | Grace Hu (1999–), a 2016-os Intel International Science and Engineering Fair verseny első helyezettje anyagtudományi témában készített projektjével | MPC JPL |
| 33574 Shailaja         | 1999 JA33      | 1999. május 10.      | Socorro            | LINEAR                          | Shailaja Humane (1997–), a 2016-os Intel International Science and Engineering Fair verseny második helyezettje fizikai és csillagászati témában készített projektjével | MPC JPL |
| 33575 Joshuajacob      | 1999 JR33      | 1999. május 10.      | Socorro            | LINEAR                          | Joshua Murphy Jacob (1999–), a 2016-os Intel International Science and Engineering Fair verseny első helyezettje műszaki mechanikai témában készített projektjével | MPC JPL |
| (33576) 1999 JW33      | 1999 JW33      | 1999. május 10.      | Socorro            | LINEAR                          | | MPC JPL |
| (33577) 1999 JX33      | 1999 JX33      | 1999. május 10.      | Socorro            | LINEAR                          | | MPC JPL |
| (33578) 1999 JT34      | 1999 JT34      | 1999. május 10.      | Socorro            | LINEAR                          | | MPC JPL |
| (33579) 1999 JC35      | 1999 JC35      | 1999. május 10.      | Socorro            | LINEAR                          | | MPC JPL |
| 33580 Priyankajain     | 1999 JM35      | 1999. május 10.      | Socorro            | LINEAR                          | Priyanka Jain (1998–), a 2016-os Intel International Science and Engineering Fair verseny második helyezettje bioorvosi és egészségtudományi témában készített projektjével | MPC JPL |
| 33581 Rajeevjha        | 1999 JQ35      | 1999. május 10.      | Socorro            | LINEAR                          | Rajeev Jha (1998–), a 2016-os Intel International Science and Engineering Fair verseny első helyezettje és kategóriájának legjobbja viselkedés- és társadalomtudományi témában készített projektjével, emellett megkapta az European Union Contest for Young Scientists díjat is                                               | MPC JPL |
| 33582 Tiashajoardar    | 1999 JJ36      | 1999. május 10.      | Socorro            | LINEAR                          | Tiasha Joardar (1998–), a 2016-os Intel International Science and Engineering Fair verseny első helyezettje és kategóriájának legjobbja energiák témában készített projektjével, emellett megkapta az Innovation Exploration díjat is                                                                                          | MPC JPL |
| 33583 Karamchedu       | 1999 JV36      | 1999. május 10.      | Socorro            | LINEAR                          | Chaitanya Dasharathi Karamchedu (1999–), a 2016-os Intel International Science and Engineering Fair verseny második helyezettje környezetmérnöki témában készített projektjével | MPC JPL |
| 33584 Austinkatzer     | 1999 JY37      | 1999. május 10.      | Socorro            | LINEAR                          | Austin Wolfgang Katzer (1999–), a 2016-os Intel International Science and Engineering Fair verseny második helyezettje állattudományi témában készített csoportprojektjével | MPC JPL |
| (33585) 1999 JC38      | 1999 JC38      | 1999. május 10.      | Socorro            | LINEAR                          | | MPC JPL |
| 33586 Keeley           | 1999 JH39      | 1999. május 10.      | Socorro            | LINEAR                          | Charlotte Underwood Keeley (1998–), a 2016-os Intel International Science and Engineering Fair verseny első helyezettje növénytudományi témában készített projektjével | MPC JPL |
| 33587 Arianakim        | 1999 JA42      | 1999. május 10.      | Socorro            | LINEAR                          | Ariana Kim (1998–), a 2016-os Intel International Science and Engineering Fair verseny második helyezettje környezetmérnöki témában készített csoportprojektjével | MPC JPL |
| (33588) 1999 JZ45      | 1999 JZ45      | 1999. május 10.      | Socorro            | LINEAR                          | | MPC JPL |
| 33589 Edwardkim        | 1999 JM46      | 1999. május 10.      | Socorro            | LINEAR                          | Edward Sangyoon Kim (1999–), a 2016-os Intel International Science and Engineering Fair verseny első helyezettje és kategóriájának legjobbja biokémiai témában készített projektjével, emellett megkapta az Intel and Indo-US Science & Technology Forum díjat is                                                              | MPC JPL |
| 33590 Sreelakshmi      | 1999 JS46      | 1999. május 10.      | Socorro            | LINEAR                          | Sreelakshmi Kutty (1998–), a 2016-os Intel International Science and Engineering Fair verseny második helyezettje környezetmérnöki témában készített csoportprojektjével | MPC JPL |
| 33591 Landsberger      | 1999 JW46      | 1999. május 10.      | Socorro            | LINEAR                          | Huws Yoshito Landsberger (1998–), a 2016-os Intel International Science and Engineering Fair verseny második helyezettje fizikai és csillagászati témában készített projektjével | MPC JPL |
| 33592 Kathrynanna      | 1999 JJ47      | 1999. május 10.      | Socorro            | LINEAR                          | Kathryn Anna Lawrence (1998–), a 2016-os Intel International Science and Engineering Fair verseny első helyezettje és kategóriájának legjobbja kémiai témában készített csoportprojektjével, emellett megkapta az Intel Foundation Cultural and Scientific Visit to China díjat is                                             | MPC JPL |
| (33593) 1999 JT47      | 1999 JT47      | 1999. május 10.      | Socorro            | LINEAR                          | | MPC JPL |
| 33594 Ralphlawton      | 1999 JN48      | 1999. május 10.      | Socorro            | LINEAR                          | Ralph Ignacio Lawton (1998–), a 2016-os Intel International Science and Engineering Fair verseny második helyezettje bioorvosi és egészségtudományi témában készített projektjével | MPC JPL |
| 33595 Jiwoolee         | 1999 JC49      | 1999. május 10.      | Socorro            | LINEAR                          | Jiwoo Lee (1999–), a 2016-os Intel International Science and Engineering Fair verseny első helyezettje és kategóriájának legjobbja bioorvosi és egészségtudományi témában készített projektjével, emellett megkapta az Intel and Indo-US Science & Technology Forum díjat is                                                   | MPC JPL |
| 33596 Taesoolee        | 1999 JM49      | 1999. május 10.      | Socorro            | LINEAR                          | Taesoo Daniel Lee (1998–), a 2016-os Intel International Science and Engineering Fair verseny második helyezettje anyagtudományi témában készített projektjével | MPC JPL |
| (33597) 1999 JQ49      | 1999 JQ49      | 1999. május 10.      | Socorro            | LINEAR                          | | MPC JPL |
| 33598 Christineliu     | 1999 JA50      | 1999. május 10.      | Socorro            | LINEAR                          | Christine Joy Liu (1999–), a 2016-os Intel International Science and Engineering Fair verseny második helyezettje számítógépes biológiai és bioinformatikai témában készített projektjével | MPC JPL |
| 33599 Mckennaloop      | 1999 JP50      | 1999. május 10.      | Socorro            | LINEAR                          | McKenna Kristin Loop (1999–), a 2016-os Intel International Science and Engineering Fair verseny második helyezettje energiák témában készített projektjével | MPC JPL |
| 33600 Davidlu          | 1999 JA51      | 1999. május 10.      | Socorro            | LINEAR                          | David M. Lu (1997–), a 2016-os Intel International Science and Engineering Fair verseny második helyezettje mikrobiológiai témában készített projektjével | MPC JPL |
| 33601–33700.           |                |                      |                    |                                 | |         |
| (33601) 1999 JO51      | 1999 JO51      | 1999. május 10.      | Socorro            | LINEAR                          | | MPC JPL |
| 33602 Varunmandi       | 1999 JW53      | 1999. május 10.      | Socorro            | LINEAR                          | Varun Mandi (1998–), a 2016-os Intel International Science and Engineering Fair verseny második helyezettje bioorvosi és egészségtudományi témában készített projektjével | MPC JPL |
| 33603 Saramason        | 1999 JQ55      | 1999. május 10.      | Socorro            | LINEAR                          | Sara Mason (1998–), a 2016-os Intel International Science and Engineering Fair verseny második helyezettje beágyazott rendszerek témában készített csoportprojektjével | MPC JPL |
| 33604 McChesney        | 1999 JW55      | 1999. május 10.      | Socorro            | LINEAR                          | Evelyn Grace McChesney (1999–), a 2016-os Intel International Science and Engineering Fair verseny második helyezettje bioorvos mérnöki témában készített csoportprojektjével | MPC JPL |
| 33605 McCue            | 1999 JD56      | 1999. május 10.      | Socorro            | LINEAR                          | Madeline Chawla McCue (1998–), a 2016-os Intel International Science and Engineering Fair verseny második helyezettje bioorvos mérnöki témában készített csoportprojektjével | MPC JPL |
| 33606 Brandonmuncan    | 1999 JG56      | 1999. május 10.      | Socorro            | LINEAR                          | Brandon Michael Muncan (1999–), a 2016-os Intel International Science and Engineering Fair verseny második helyezettje áttételi orvostudományi témában készített projektjével | MPC JPL |
| 33607 Archanamurali    | 1999 JF57      | 1999. május 10.      | Socorro            | LINEAR                          | Archana Bhagyalakshmi Murali (1999–), a 2016-os Intel International Science and Engineering Fair verseny második helyezettje számítógépes biológiai és bioinformatikai témában készített csoportprojektjével | MPC JPL |
| 33608 Paladugu         | 1999 JA59      | 1999. május 10.      | Socorro            | LINEAR                          | Praharshasai Paladugu (1999–), a 2016-os Intel International Science and Engineering Fair verseny második helyezettje áttételi orvostudományi témában készített projektjével | MPC JPL |
| 33609 Harishpalani     | 1999 JO59      | 1999. május 10.      | Socorro            | LINEAR                          | Harish Palani (2000–), a 2016-os Intel International Science and Engineering Fair verseny második helyezettje föld- és környezettudományi témában készített projektjével | MPC JPL |
| 33610 Payra            | 1999 JF60      | 1999. május 10.      | Socorro            | LINEAR                          | Syamantak Payra (2001–), a 2016-os Intel International Science and Engineering Fair verseny első helyezettje és kategóriájának legjobbja beágyazott rendszerek témában készített projektjével, emellett megkapta az Intel Foundation Young Scientist díjat is                                                                  | MPC JPL |
| (33611) 1999 JB61      | 1999 JB61      | 1999. május 10.      | Socorro            | LINEAR                          | | MPC JPL |
| (33612) 1999 JZ62      | 1999 JZ62      | 1999. május 10.      | Socorro            | LINEAR                          | | MPC JPL |
| 33613 Pendharkar       | 1999 JO63      | 1999. május 10.      | Socorro            | LINEAR                          | Aarushi Iris Pendharkar (2001–), a 2016-os Intel International Science and Engineering Fair verseny második helyezettje bioorvosi és egészségtudományi témában készített projektjével | MPC JPL |
| 33614 Meganploch       | 1999 JS63      | 1999. május 10.      | Socorro            | LINEAR                          | Megan Coral Ploch (1999–), a 2016-os Intel International Science and Engineering Fair verseny második helyezettje környezetmérnöki témában készített projektjével | MPC JPL |
| (33615) 1999 JB64      | 1999 JB64      | 1999. május 10.      | Socorro            | LINEAR                          | | MPC JPL |
| (33616) 1999 JR64      | 1999 JR64      | 1999. május 10.      | Socorro            | LINEAR                          | | MPC JPL |
| 33617 Kailashraman     | 1999 JQ65      | 1999. május 12.      | Socorro            | LINEAR                          | Kailash Raman (1999–), a 2016-os Intel International Science and Engineering Fair verseny második helyezettje kémiai témában készített projektjével | MPC JPL |
| (33618) 1999 JA66      | 1999 JA66      | 1999. május 12.      | Socorro            | LINEAR                          | | MPC JPL |
| 33619 Dominickrowan    | 1999 JB66      | 1999. május 12.      | Socorro            | LINEAR                          | Dominick Michael Rowan (1998–), a 2016-os Intel International Science and Engineering Fair verseny első helyezettje fizikai és csillagászati témában készített projektjével | MPC JPL |
| (33620) 1999 JC66      | 1999 JC66      | 1999. május 12.      | Socorro            | LINEAR                          | | MPC JPL |
| 33621 Sathish          | 1999 JQ67      | 1999. május 12.      | Socorro            | LINEAR                          | Sanjeev-Kumar Mamalapuram Sathish (1999–), a 2016-os Intel International Science and Engineering Fair verseny első helyezettje sejt- és molekuláris biológiai témában készített projektjével | MPC JPL |
| 33622 Sedigh           | 1999 JR67      | 1999. május 12.      | Socorro            | LINEAR                          | Kameron Sedigh (1998–), a 2016-os Intel International Science and Engineering Fair verseny második helyezettje biokémiai témában készített projektjével | MPC JPL |
| 33623 Kyraseevers      | 1999 JY68      | 1999. május 12.      | Socorro            | LINEAR                          | Kyra Leigh Seevers (1998–), a 2016-os Intel International Science and Engineering Fair verseny második helyezettje műszaki mechanikai témában készített projektjével | MPC JPL |
| 33624 Omersiddiqui     | 1999 JP69      | 1999. május 12.      | Socorro            | LINEAR                          | Omer Siddiqui (1999–), a 2016-os Intel International Science and Engineering Fair verseny második helyezettje matematikai témában készített projektjével | MPC JPL |
| 33625 Slepyan          | 1999 JP70      | 1999. május 12.      | Socorro            | LINEAR                          | Ariel Slepyan (1998–), a 2016-os Intel International Science and Engineering Fair verseny második helyezettje mikrobiológiai témában készített projektjével | MPC JPL |
| 33626 Jasonsmith       | 1999 JH71      | 1999. május 12.      | Socorro            | LINEAR                          | Jason Tanner Smith (1999–), a 2016-os Intel International Science and Engineering Fair verseny második helyezettje állattudományi témában készített csoportprojektjével | MPC JPL |
| (33627) 1999 JS71      | 1999 JS71      | 1999. május 12.      | Socorro            | LINEAR                          | | MPC JPL |
| 33628 Spettel          | 1999 JW73      | 1999. május 12.      | Socorro            | LINEAR                          | Matthew Thomas Spettel (1997–), a 2016-os Intel International Science and Engineering Fair verseny második helyezettje beágyazott rendszerek témában készített csoportprojektjével | MPC JPL |
| (33629) 1999 JK76      | 1999 JK76      | 1999. május 10.      | Socorro            | LINEAR                          | | MPC JPL |
| 33630 Swathiravi       | 1999 JM76      | 1999. május 10.      | Socorro            | LINEAR                          | Swathi Ravi Srinivasan (1999–), a 2016-os Intel International Science and Engineering Fair verseny második helyezettje biokémiai témában készített projektjével | MPC JPL |
| (33631) 1999 JG77      | 1999 JG77      | 1999. május 12.      | Socorro            | LINEAR                          | | MPC JPL |
| (33632) 1999 JP78      | 1999 JP78      | 1999. május 13.      | Socorro            | LINEAR                          | | MPC JPL |
| 33633 Strickland       | 1999 JL79      | 1999. május 13.      | Socorro            | LINEAR                          | Edmond Bruce Strickland (1998–), a 2016-os Intel International Science and Engineering Fair verseny második helyezettje műszaki mechanikai témában készített projektjével | MPC JPL |
| 33634 Strickler        | 1999 JZ79      | 1999. május 13.      | Socorro            | LINEAR                          | Sarah Kay Strickler (1997–), a 2016-os Intel International Science and Engineering Fair verseny második helyezettje mikrobiológiai témában készített projektjével | MPC JPL |
| (33635) 1999 JC80      | 1999 JC80      | 1999. május 12.      | Socorro            | LINEAR                          | | MPC JPL |
| (33636) 1999 JD80      | 1999 JD80      | 1999. május 12.      | Socorro            | LINEAR                          | | MPC JPL |
| (33637) 1999 JW80      | 1999 JW80      | 1999. május 12.      | Socorro            | LINEAR                          | | MPC JPL |
| (33638) 1999 JZ80      | 1999 JZ80      | 1999. május 12.      | Socorro            | LINEAR                          | | MPC JPL |
| (33639) 1999 JB81      | 1999 JB81      | 1999. május 12.      | Socorro            | LINEAR                          | | MPC JPL |
| (33640) 1999 JT81      | 1999 JT81      | 1999. május 12.      | Socorro            | LINEAR                          | | MPC JPL |
| (33641) 1999 JZ81      | 1999 JZ81      | 1999. május 12.      | Socorro            | LINEAR                          | | MPC JPL |
| (33642) 1999 JB82      | 1999 JB82      | 1999. május 12.      | Socorro            | LINEAR                          | | MPC JPL |
| (33643) 1999 JJ82      | 1999 JJ82      | 1999. május 12.      | Socorro            | LINEAR                          | | MPC JPL |
| (33644) 1999 JT82      | 1999 JT82      | 1999. május 12.      | Socorro            | LINEAR                          | | MPC JPL |
| (33645) 1999 JW82      | 1999 JW82      | 1999. május 12.      | Socorro            | LINEAR                          | | MPC JPL |
| (33646) 1999 JX82      | 1999 JX82      | 1999. május 12.      | Socorro            | LINEAR                          | | MPC JPL |
| (33647) 1999 JE83      | 1999 JE83      | 1999. május 12.      | Socorro            | LINEAR                          | | MPC JPL |
| (33648) 1999 JN83      | 1999 JN83      | 1999. május 12.      | Socorro            | LINEAR                          | | MPC JPL |
| (33649) 1999 JR83      | 1999 JR83      | 1999. május 12.      | Socorro            | LINEAR                          | | MPC JPL |
| (33650) 1999 JF84      | 1999 JF84      | 1999. május 12.      | Socorro            | LINEAR                          | | MPC JPL |
| (33651) 1999 JG84      | 1999 JG84      | 1999. május 12.      | Socorro            | LINEAR                          | | MPC JPL |
| (33652) 1999 JP84      | 1999 JP84      | 1999. május 12.      | Socorro            | LINEAR                          | | MPC JPL |
| (33653) 1999 JR84      | 1999 JR84      | 1999. május 12.      | Socorro            | LINEAR                          | | MPC JPL |
| (33654) 1999 JX86      | 1999 JX86      | 1999. május 12.      | Socorro            | LINEAR                          | | MPC JPL |
| 33655 Sumathipala      | 1999 JT88      | 1999. május 12.      | Socorro            | LINEAR                          | Marissa Sumathipala (2000–), a 2016-os Intel International Science and Engineering Fair verseny első helyezettje és kategóriájának legjobbja sejt- és molekuláris biológiai témában készített projektjével | MPC JPL |
| (33656) 1999 JD89      | 1999 JD89      | 1999. május 12.      | Socorro            | LINEAR                          | | MPC JPL |
| (33657) 1999 JP89      | 1999 JP89      | 1999. május 12.      | Socorro            | LINEAR                          | | MPC JPL |
| (33658) 1999 JD90      | 1999 JD90      | 1999. május 12.      | Socorro            | LINEAR                          | | MPC JPL |
| (33659) 1999 JM91      | 1999 JM91      | 1999. május 12.      | Socorro            | LINEAR                          | | MPC JPL |
| 33660 Rishishankar     | 1999 JS91      | 1999. május 12.      | Socorro            | LINEAR                          | Rishi Shankar Sundaresan (1998–), a 2016-os Intel International Science and Engineering Fair verseny második helyezettje energiák témában készített projektjével | MPC JPL |
| 33661 Sophiaswartz     | 1999 JU91      | 1999. május 12.      | Socorro            | LINEAR                          | Sophia Edith Swartz (2000–), a 2016-os Intel International Science and Engineering Fair verseny második helyezettje növénytudományi témában készített projektjével | MPC JPL |
| 33662 Tacescu          | 1999 JW91      | 1999. május 12.      | Socorro            | LINEAR                          | Alex Cristian Tacescu (1998–), a 2016-os Intel International Science and Engineering Fair verseny második helyezettje műszaki mechanikai témában készített projektjével | MPC JPL |
| (33663) 1999 JT92      | 1999 JT92      | 1999. május 12.      | Socorro            | LINEAR                          | | MPC JPL |
| (33664) 1999 JK93      | 1999 JK93      | 1999. május 12.      | Socorro            | LINEAR                          | | MPC JPL |
| (33665) 1999 JR93      | 1999 JR93      | 1999. május 12.      | Socorro            | LINEAR                          | | MPC JPL |
| (33666) 1999 JO94      | 1999 JO94      | 1999. május 12.      | Socorro            | LINEAR                          | | MPC JPL |
| 33667 Uttripathii      | 1999 JR95      | 1999. május 12.      | Socorro            | LINEAR                          | Uttkarshni Tripathii (2000–), a 2016-os Intel International Science and Engineering Fair verseny második helyezettje föld- és környezettudományi témában készített projektjével | MPC JPL |
| (33668) 1999 JO97      | 1999 JO97      | 1999. május 12.      | Socorro            | LINEAR                          | | MPC JPL |
| (33669) 1999 JU97      | 1999 JU97      | 1999. május 12.      | Socorro            | LINEAR                          | | MPC JPL |
| (33670) 1999 JB98      | 1999 JB98      | 1999. május 12.      | Socorro            | LINEAR                          | | MPC JPL |
| (33671) 1999 JV98      | 1999 JV98      | 1999. május 12.      | Socorro            | LINEAR                          | | MPC JPL |
| (33672) 1999 JU99      | 1999 JU99      | 1999. május 12.      | Socorro            | LINEAR                          | | MPC JPL |
| (33673) 1999 JZ99      | 1999 JZ99      | 1999. május 12.      | Socorro            | LINEAR                          | | MPC JPL |
| (33674) 1999 JT100     | 1999 JT100     | 1999. május 12.      | Socorro            | LINEAR                          | | MPC JPL |
| (33675) 1999 JW100     | 1999 JW100     | 1999. május 12.      | Socorro            | LINEAR                          | | MPC JPL |
| (33676) 1999 JZ101     | 1999 JZ101     | 1999. május 13.      | Socorro            | LINEAR                          | | MPC JPL |
| 33677 Truell           | 1999 JR102     | 1999. május 13.      | Socorro            | LINEAR                          | Michael Truell (2000–), a 2016-os Intel International Science and Engineering Fair verseny második helyezettje robotika és intelligens gépek témában készített csoportprojektjével | MPC JPL |
| (33678) 1999 JW106     | 1999 JW106     | 1999. május 13.      | Socorro            | LINEAR                          | | MPC JPL |
| (33679) 1999 JY107     | 1999 JY107     | 1999. május 13.      | Socorro            | LINEAR                          | | MPC JPL |
| 33680 Vasconcelos      | 1999 JP108     | 1999. május 13.      | Socorro            | LINEAR                          | Francisca Vasconcelos (1998–), a 2016-os Intel International Science and Engineering Fair verseny második helyezettje robotika és intelligens gépek témában készített projektjével | MPC JPL |
| 33681 Wamsley          | 1999 JV109     | 1999. május 13.      | Socorro            | LINEAR                          | Nick A. Wamsley (1999–), a 2016-os Intel International Science and Engineering Fair verseny első helyezettje mikrobiológiai témában készített projektjével | MPC JPL |
| 33682 Waylonreid       | 1999 JO113     | 1999. május 13.      | Socorro            | LINEAR                          | Waylon Reid Williams (1997–), a 2016-os Intel International Science and Engineering Fair verseny első helyezettje környezetmérnöki témában készített projektjével | MPC JPL |
| (33683) 1999 JQ115     | 1999 JQ115     | 1999. május 13.      | Socorro            | LINEAR                          | | MPC JPL |
| 33684 Xiaomichael      | 1999 JW119     | 1999. május 13.      | Socorro            | LINEAR                          | Michael Xiao (1998–), a 2016-os Intel International Science and Engineering Fair verseny első helyezettje bioorvosi és egészségtudományi témában készített projektjével | MPC JPL |
| 33685 Younglove        | 1999 JK120     | 1999. május 13.      | Socorro            | LINEAR                          | Katherine Afton Younglove (1998–), a 2016-os Intel International Science and Engineering Fair verseny első helyezettje és kategóriájának legjobbja kémiai témában készített csoportprojektjével, emellett megkapta az Intel Foundation Cultural and Scientific Visit to China díjat is                                         | MPC JPL |
| (33686) 1999 JC122     | 1999 JC122     | 1999. május 13.      | Socorro            | LINEAR                          | | MPC JPL |
| 33687 Julianbain       | 1999 JP122     | 1999. május 13.      | Socorro            | LINEAR                          | Julian Manitou Bain (2003–), a 2017-es Broadcom MASTERS középiskolai matematikai és tudományos verseny döntőse villamos- és gépészmérnöki témában készített projektjével | MPC JPL |
| 33688 Meghnabehari     | 1999 JQ123     | 1999. május 13.      | Socorro            | LINEAR                          | Meghna Swaminathan Behari (2002–), a 2017-es Broadcom MASTERS középiskolai matematikai és tudományos verseny döntőse anyagok és biomérnöki témában készített projektjével | MPC JPL |
| (33689) 1999 JM126     | 1999 JM126     | 1999. május 13.      | Socorro            | LINEAR                          | | MPC JPL |
| 33690 Noahcain         | 1999 JD127     | 1999. május 13.      | Socorro            | LINEAR                          | Noah Miles Cain (2005–), a 2017-es Broadcom MASTERS középiskolai matematikai és tudományos verseny döntőse föld- és környezettudományi témában készített projektjével | MPC JPL |
| 33691 Andrewchiang     | 1999 JT131     | 1999. május 13.      | Socorro            | LINEAR                          | Andrew Chiang (2002–), a 2017-es Broadcom MASTERS középiskolai matematikai és tudományos verseny döntőse villamos- és gépészmérnöki témában készített projektjével | MPC JPL |
| (33692) 1999 JS133     | 1999 JS133     | 1999. május 14.      | Catalina           | CSS                             | | MPC JPL |
| (33693) 1999 KA        | 1999 KA        | 1999. május 16.      | Prescott           | Paul G. Comba                   | | MPC JPL |
| (33694) 1999 KN        | 1999 KN        | 1999. május 16.      | Catalina           | CSS                             | | MPC JPL |
| (33695) 1999 KH3       | 1999 KH3       | 1999. május 17.      | Kitt Peak          | Spacewatch                      | | MPC JPL |
| 33696 Crouchley        | 1999 KM8       | 1999. május 18.      | Socorro            | LINEAR                          | Austin Vincent Crouchley (2003–), a 2017-es Broadcom MASTERS középiskolai matematikai és tudományos verseny döntőse villamos- és gépészmérnöki témában készített projektjével | MPC JPL |
| (33697) 1999 KJ11      | 1999 KJ11      | 1999. május 18.      | Socorro            | LINEAR                          | | MPC JPL |
| (33698) 1999 KP12      | 1999 KP12      | 1999. május 18.      | Socorro            | LINEAR                          | | MPC JPL |
| 33699 Jessiegan        | 1999 KT12      | 1999. május 18.      | Socorro            | LINEAR                          | Jessie Low Gan (2003–), a 2017-es Broadcom MASTERS középiskolai matematikai és tudományos verseny döntőse mikrobiológiai és biokémiai témában készített projektjével | MPC JPL |
| 33700 Gluckman         | 1999 KR13      | 1999. május 18.      | Socorro            | LINEAR                          | Leia Ruth Gluckman (2004–), a 2017-es Broadcom MASTERS középiskolai matematikai és tudományos verseny döntőse anyagok és biomérnöki témában készített projektjével | MPC JPL |
| 33701–33800.           |                |                      |                    |                                 | |         |
| 33701 Gotthold         | 1999 KD14      | 1999. május 18.      | Socorro            | LINEAR                          | Zoe Anne Gotthold (2002–), a 2017-es Broadcom MASTERS középiskolai matematikai és tudományos verseny döntőse föld- és környezettudományi témában készített projektjével | MPC JPL |
| 33702 Spencergreen     | 1999 KD15      | 1999. május 18.      | Socorro            | LINEAR                          | Spencer S. Green (2004–), a 2017-es Broadcom MASTERS középiskolai matematikai és tudományos verseny döntőse villamos- és gépészmérnöki témában készített projektjével | MPC JPL |
| 33703 Anthonyhill      | 1999 KZ15      | 1999. május 18.      | Socorro            | LINEAR                          | Anthony Glenn Hill (2002–), a 2017-es Broadcom MASTERS középiskolai matematikai és tudományos verseny döntőse növénytudományi témában készített projektjével | MPC JPL |
| 33704 Herinkang        | 1999 KY16      | 1999. május 18.      | Socorro            | LINEAR                          | Herin Kang (2004–), a 2017-es Broadcom MASTERS középiskolai matematikai és tudományos verseny döntőse föld- és környezettudományi témában készített projektjével | MPC JPL |
| (33705) 1999 LJ        | 1999 LJ        | 1999. június 5.      | Višnjan            | Korado Korlević                 | | MPC JPL |
| (33706) 1999 LD5       | 1999 LD5       | 1999. június 10.     | Socorro            | LINEAR                          | | MPC JPL |
| (33707) 1999 LW8       | 1999 LW8       | 1999. június 8.      | Socorro            | LINEAR                          | | MPC JPL |
| (33708) 1999 LE10      | 1999 LE10      | 1999. június 8.      | Socorro            | LINEAR                          | | MPC JPL |
| (33709) 1999 LK10      | 1999 LK10      | 1999. június 8.      | Socorro            | LINEAR                          | | MPC JPL |
| (33710) 1999 LC14      | 1999 LC14      | 1999. június 9.      | Socorro            | LINEAR                          | | MPC JPL |
| (33711) 1999 LH15      | 1999 LH15      | 1999. június 12.     | Socorro            | LINEAR                          | | MPC JPL |
| (33712) 1999 LE19      | 1999 LE19      | 1999. június 10.     | Woomera            | Frank B. Zoltowski              | | MPC JPL |
| 33713 Mithravamshi     | 1999 LE22      | 1999. június 9.      | Socorro            | LINEAR                          | Mithra Vamshi Karamchedu (2003–), a 2017-es Broadcom MASTERS középiskolai matematikai és tudományos verseny döntőse föld- és környezettudományi témában készített projektjével | MPC JPL |
| 33714 Sarakaufman      | 1999 LG24      | 1999. június 9.      | Socorro            | LINEAR                          | Sara Lillian Kaufman (2005–), a 2017-es Broadcom MASTERS középiskolai matematikai és tudományos verseny döntőse villamos- és gépészmérnöki témában készített projektjével | MPC JPL |
| (33715) 1999 LP25      | 1999 LP25      | 1999. június 9.      | Socorro            | LINEAR                          | | MPC JPL |
| (33716) 1999 LF26      | 1999 LF26      | 1999. június 9.      | Socorro            | LINEAR                          | | MPC JPL |
| (33717) 1999 LS26      | 1999 LS26      | 1999. június 9.      | Socorro            | LINEAR                          | | MPC JPL |
| (33718) 1999 LZ26      | 1999 LZ26      | 1999. június 9.      | Socorro            | LINEAR                          | | MPC JPL |
| (33719) 1999 LA27      | 1999 LA27      | 1999. június 9.      | Socorro            | LINEAR                          | | MPC JPL |
| (33720) 1999 LD27      | 1999 LD27      | 1999. június 9.      | Socorro            | LINEAR                          | | MPC JPL |
| (33721) 1999 LS34      | 1999 LS34      | 1999. június 12.     | Catalina           | CSS                             | | MPC JPL |
| (33722) 1999 NO        | 1999 NO        | 1999. július 7.      | Reedy Creek        | John Broughton                  | | MPC JPL |
| (33723) 1999 NB3       | 1999 NB3       | 1999. július 13.     | Socorro            | LINEAR                          | | MPC JPL |
| (33724) 1999 NW4       | 1999 NW4       | 1999. július 12.     | Višnjan            | Korado Korlević                 | | MPC JPL |
| 33725 Robertkent       | 1999 NJ6       | 1999. július 13.     | Socorro            | LINEAR                          | Robert Allen Kent (2002–), a 2017-es Broadcom MASTERS középiskolai matematikai és tudományos verseny döntőse föld- és környezettudományi témában készített projektjével | MPC JPL |
| (33726) 1999 NJ9       | 1999 NJ9       | 1999. július 13.     | Socorro            | LINEAR                          | | MPC JPL |
| 33727 Kummel           | 1999 NS13      | 1999. július 14.     | Socorro            | LINEAR                          | Kathryn Tsi-Pak Kummel (2003–), a 2017-es Broadcom MASTERS középiskolai matematikai és tudományos verseny döntőse föld- és környezettudományi témában készített projektjével | MPC JPL |
| (33728) 1999 NO16      | 1999 NO16      | 1999. július 14.     | Socorro            | LINEAR                          | | MPC JPL |
| (33729) 1999 NJ21      | 1999 NJ21      | 1999. július 14.     | Socorro            | LINEAR                          | | MPC JPL |
| (33730) 1999 NH23      | 1999 NH23      | 1999. július 14.     | Socorro            | LINEAR                          | | MPC JPL |
| (33731) 1999 NM24      | 1999 NM24      | 1999. július 14.     | Socorro            | LINEAR                          | | MPC JPL |
| (33732) 1999 NC32      | 1999 NC32      | 1999. július 14.     | Socorro            | LINEAR                          | | MPC JPL |
| (33733) 1999 NU32      | 1999 NU32      | 1999. július 14.     | Socorro            | LINEAR                          | | MPC JPL |
| 33734 Stephenlitt      | 1999 NC34      | 1999. július 14.     | Socorro            | LINEAR                          | Stephen Robert Litt (2004–), a 2017-es Broadcom MASTERS középiskolai matematikai és tudományos verseny döntőse orvos- és egészségtudományi témában készített projektjével | MPC JPL |
| (33735) 1999 NW34      | 1999 NW34      | 1999. július 14.     | Socorro            | LINEAR                          | | MPC JPL |
| (33736) 1999 NY36      | 1999 NY36      | 1999. július 14.     | Socorro            | LINEAR                          | | MPC JPL |
| 33737 Helenlyons       | 1999 NT38      | 1999. július 14.     | Socorro            | LINEAR                          | Helen L. Lyons (2003–), a 2017-es Broadcom MASTERS középiskolai matematikai és tudományos verseny döntőse villamos- és gépészmérnöki témában készített projektjével | MPC JPL |
| (33738) 1999 NY41      | 1999 NY41      | 1999. július 14.     | Socorro            | LINEAR                          | | MPC JPL |
| (33739) 1999 NK43      | 1999 NK43      | 1999. július 13.     | Socorro            | LINEAR                          | | MPC JPL |
| 33740 Arjunmoorthy     | 1999 NS47      | 1999. július 13.     | Socorro            | LINEAR                          | Arjun Moorthy (2002–), a 2017-es Broadcom MASTERS középiskolai matematikai és tudományos verseny döntőse viselkedés- és társadalomtudományi témában készített projektjével | MPC JPL |
| (33741) 1999 NB50      | 1999 NB50      | 1999. július 13.     | Socorro            | LINEAR                          | | MPC JPL |
| (33742) 1999 NK50      | 1999 NK50      | 1999. július 13.     | Socorro            | LINEAR                          | | MPC JPL |
| (33743) 1999 NC55      | 1999 NC55      | 1999. július 12.     | Socorro            | LINEAR                          | | MPC JPL |
| (33744) 1999 NS55      | 1999 NS55      | 1999. július 12.     | Socorro            | LINEAR                          | | MPC JPL |
| (33745) 1999 NW61      | 1999 NW61      | 1999. július 13.     | Socorro            | LINEAR                          | | MPC JPL |
| 33746 Sombart          | 1999 OK        | 1999. július 17.     | Pises              | Pises Obszervatórium            | Jean-Pierre Sombart, megépítette a 0,4 m-es Newtonian–Cassegrain távcsövet a Pises Obszervatóriumban, és aktívan részt vett a kisbolygók felfedezésében is | MPC JPL |
| 33747 Clingan          | 1999 PK4       | 1999. augusztus 14.  | Farpoint           | Gary Hug                        | Roy Clingan (1950–), évek óta az amatőrcsillagászat mozgatórugója az Arkansas régióban; számos kisbolygót fedezett fel, emellett ő vezette a Red River Csillagász Klub Obszervatóriumának építését; pályafutása alatt mentora volt más amatőrcsillagászoknak                                                                   | MPC JPL |
| 33748 Davegault        | 1999 PP4       | 1999. augusztus 15.  | Reedy Creek        | John Broughton                  | Dave Gault (1957–), az ausztráliai régió okkultációinak barátságos koordinátora és szorgalmas elemzője; lelkes videómegfigyelőként 2021-ben fedezte fel a 4337 Arecibó kisbolygó viszonylag nagy és közeli társbolygóját; ez az első felfedezett kettős aszteroida, amelyet később az okkultációs eredmények is megerősítettek | MPC JPL |
| (33749) 1999 QO        | 1999 QO        | 1999. augusztus 19.  | Ondřejov           | Petr Pravec                     | | MPC JPL |
| 33750 Davehiggins      | 1999 RD2       | 1999. szeptember 6.  | Fountain Hills     | Charles W. Juels                | David J. Higgins (1961–), ausztrál üzleti elemző és amatőrcsillagász; a canberrai Hunters Hill Obszervatórium munkatársa; 2002 júniusa óta rendszeres közreműködője a NEA és üstökös megfigyeléseknek, valamint a kisbolygók fénygörbe adatainak leírásában segít; 2004-ben, a születésnapján fedezte fel az első kisbolygóját | MPC JPL |
| (33751) 1999 RR21      | 1999 RR21      | 1999. szeptember 7.  | Socorro            | LINEAR                          | | MPC JPL |
| (33752) 1999 RM36      | 1999 RM36      | 1999. szeptember 12. | Črni Vrh           | Črni Vrh Obszervatórium         | | MPC JPL |
| (33753) 1999 RW42      | 1999 RW42      | 1999. szeptember 13. | Črni Vrh           | Črni Vrh Obszervatórium         | (Hilda dinamikai család) | MPC JPL |
| (33754) 1999 RH47      | 1999 RH47      | 1999. szeptember 7.  | Socorro            | LINEAR                          | | MPC JPL |
| (33755) 1999 RU47      | 1999 RU47      | 1999. szeptember 7.  | Socorro            | LINEAR                          | | MPC JPL |
| (33756) 1999 RF48      | 1999 RF48      | 1999. szeptember 7.  | Socorro            | LINEAR                          | | MPC JPL |
| (33757) 1999 RB52      | 1999 RB52      | 1999. szeptember 7.  | Socorro            | LINEAR                          | | MPC JPL |
| (33758) 1999 RY55      | 1999 RY55      | 1999. szeptember 7.  | Socorro            | LINEAR                          | | MPC JPL |
| (33759) 1999 RR57      | 1999 RR57      | 1999. szeptember 7.  | Socorro            | LINEAR                          | | MPC JPL |
| (33760) 1999 RE74      | 1999 RE74      | 1999. szeptember 7.  | Socorro            | LINEAR                          | | MPC JPL |
| 33761 Honoranavid      | 1999 RR74      | 1999. szeptember 7.  | Socorro            | LINEAR                          | Honora Ellen Navid (2003–), a 2017-es Broadcom MASTERS középiskolai matematikai és tudományos verseny döntőse föld- és környezettudományi témában készített projektjével | MPC JPL |
| 33762 Sanjayseshan     | 1999 RV83      | 1999. szeptember 7.  | Socorro            | LINEAR                          | Sanjay Seshan (2002–), a 2017-es Broadcom MASTERS középiskolai matematikai és tudományos verseny döntőse villamos- és gépészmérnöki témában készített projektjével | MPC JPL |
| (33763) 1999 RB84      | 1999 RB84      | 1999. szeptember 7.  | Socorro            | LINEAR                          | | MPC JPL |
| (33764) 1999 RM92      | 1999 RM92      | 1999. szeptember 7.  | Socorro            | LINEAR                          | | MPC JPL |
| (33765) 1999 RK100     | 1999 RK100     | 1999. szeptember 8.  | Socorro            | LINEAR                          | | MPC JPL |
| (33766) 1999 RT100     | 1999 RT100     | 1999. szeptember 8.  | Socorro            | LINEAR                          | | MPC JPL |
| (33767) 1999 RK102     | 1999 RK102     | 1999. szeptember 8.  | Socorro            | LINEAR                          | | MPC JPL |
| (33768) 1999 RV107     | 1999 RV107     | 1999. szeptember 8.  | Socorro            | LINEAR                          | | MPC JPL |
| (33769) 1999 RN112     | 1999 RN112     | 1999. szeptember 9.  | Socorro            | LINEAR                          | | MPC JPL |
| (33770) 1999 RF128     | 1999 RF128     | 1999. szeptember 9.  | Socorro            | LINEAR                          | | MPC JPL |
| (33771) 1999 RJ142     | 1999 RJ142     | 1999. szeptember 9.  | Socorro            | LINEAR                          | | MPC JPL |
| (33772) 1999 RF145     | 1999 RF145     | 1999. szeptember 9.  | Socorro            | LINEAR                          | | MPC JPL |
| (33773) 1999 RL145     | 1999 RL145     | 1999. szeptember 9.  | Socorro            | LINEAR                          | | MPC JPL |
| (33774) 1999 RD147     | 1999 RD147     | 1999. szeptember 9.  | Socorro            | LINEAR                          | | MPC JPL |
| (33775) 1999 RZ151     | 1999 RZ151     | 1999. szeptember 9.  | Socorro            | LINEAR                          | | MPC JPL |
| (33776) 1999 RB158     | 1999 RB158     | 1999. szeptember 9.  | Socorro            | LINEAR                          | | MPC JPL |
| (33777) 1999 RM158     | 1999 RM158     | 1999. szeptember 9.  | Socorro            | LINEAR                          | | MPC JPL |
| (33778) 1999 RO160     | 1999 RO160     | 1999. szeptember 9.  | Socorro            | LINEAR                          | | MPC JPL |
| (33779) 1999 RG165     | 1999 RG165     | 1999. szeptember 9.  | Socorro            | LINEAR                          | | MPC JPL |
| (33780) 1999 RU171     | 1999 RU171     | 1999. szeptember 9.  | Socorro            | LINEAR                          | | MPC JPL |
| (33781) 1999 RP174     | 1999 RP174     | 1999. szeptember 9.  | Socorro            | LINEAR                          | | MPC JPL |
| (33782) 1999 RW178     | 1999 RW178     | 1999. szeptember 9.  | Socorro            | LINEAR                          | (Cybele dinamikai család) | MPC JPL |
| (33783) 1999 RD183     | 1999 RD183     | 1999. szeptember 9.  | Socorro            | LINEAR                          | | MPC JPL |
| (33784) 1999 RE187     | 1999 RE187     | 1999. szeptember 9.  | Socorro            | LINEAR                          | | MPC JPL |
| (33785) 1999 RD192     | 1999 RD192     | 1999. szeptember 13. | Socorro            | LINEAR                          | | MPC JPL |
| (33786) 1999 RJ196     | 1999 RJ196     | 1999. szeptember 8.  | Socorro            | LINEAR                          | | MPC JPL |
| (33787) 1999 RJ229     | 1999 RJ229     | 1999. szeptember 7.  | Kitt Peak          | Spacewatch                      | | MPC JPL |
| (33788) 1999 RL240     | 1999 RL240     | 1999. szeptember 11. | Anderson Mesa      | LONEOS                          | | MPC JPL |
| 33789 Sharmacam        | 1999 SD8       | 1999. szeptember 29. | Socorro            | LINEAR                          | Cameron Sharma (2004–), a 2017-es Broadcom MASTERS középiskolai matematikai és tudományos verseny döntőse orvos- és egészségtudományi témában készített projektjével | MPC JPL |
| (33790) 1999 SA9       | 1999 SA9       | 1999. szeptember 29. | Socorro            | LINEAR                          | | MPC JPL |
| (33791) 1999 SG17      | 1999 SG17      | 1999. szeptember 30. | Socorro            | LINEAR                          | | MPC JPL |
| (33792) 1999 SU18      | 1999 SU18      | 1999. szeptember 30. | Socorro            | LINEAR                          | | MPC JPL |
| (33793) 1999 SO26      | 1999 SO26      | 1999. szeptember 30. | Socorro            | LINEAR                          | | MPC JPL |
| (33794) 1999 TR2       | 1999 TR2       | 1999. október 2.     | Fountain Hills     | Charles W. Juels                | | MPC JPL |
| (33795) 1999 TR6       | 1999 TR6       | 1999. október 6.     | Višnjan            | Korado Korlević, Mario Jurić    | | MPC JPL |
| (33796) 1999 TP37      | 1999 TP37      | 1999. október 1.     | Catalina           | CSS                             | | MPC JPL |
| (33797) 1999 TO88      | 1999 TO88      | 1999. október 2.     | Socorro            | LINEAR                          | | MPC JPL |
| (33798) 1999 TO95      | 1999 TO95      | 1999. október 2.     | Socorro            | LINEAR                          | | MPC JPL |
| 33799 Myra             | 1999 UV2       | 1999. október 19.    | Fountain Hills     | Charles W. Juels                | Myra J. Halpin (1946–), döntős volt a NASA 1985-ös Teacher in Space és a 2004-es Educator Astronaut Teacher versenyén is; 1969 óta tanárként dolgozik középiskolai és főiskolai szinten; 2005 júliusában kinevezték az Észak-Karolinai Tudományos és Matematikai Iskolában a tudományok dékánjává                              | MPC JPL |
| 33800 Gross            | 1999 VB7       | 1999. november 8.    | Fountain Hills     | Charles W. Juels                | John Gross (1959–), amatőrcsillagász, aki egy automatizált távoli hozzáférési obszervatóriumot (interneten keresztül) üzemeltet az arizonai Sonoitában, amelyet kisbolygók és változó csillagok megfigyelésére használnak | MPC JPL |
| 33801–33900.           |                |                      |                    |                                 | |         |
| 33801 Emilyshi         | 1999 VF28      | 1999. november 3.    | Socorro            | LINEAR                          | Emily Tian Shi (2003–), a 2017-es Broadcom MASTERS középiskolai matematikai és tudományos verseny döntőse növénytudományi témában készített projektjével | MPC JPL |
| (33802) 1999 VA203     | 1999 VA203     | 1999. november 8.    | Catalina           | CSS                             | | MPC JPL |
| (33803) 1999 VK210     | 1999 VK210     | 1999. november 12.   | Anderson Mesa      | LONEOS                          | | MPC JPL |
| (33804) 1999 WL4       | 1999 WL4       | 1999. november 28.   | Óizumi             | Kobajasi Takaó                  | | MPC JPL |
| (33805) 1999 XQ36      | 1999 XQ36      | 1999. december 7.    | Fountain Hills     | Charles W. Juels                | | MPC JPL |
| 33806 Shrivastava      | 1999 XW39      | 1999. december 6.    | Socorro            | LINEAR                          | Aryansh Shrivastava (2004–), a 2017-es Broadcom MASTERS középiskolai matematikai és tudományos verseny döntőse informatikai és szoftvermérnöki témában készített projektjével | MPC JPL |
| (33807) 1999 XF71      | 1999 XF71      | 1999. december 7.    | Socorro            | LINEAR                          | | MPC JPL |
| (33808) 1999 XD114     | 1999 XD114     | 1999. december 11.   | Socorro            | LINEAR                          | | MPC JPL |
| (33809) 1999 XK152     | 1999 XK152     | 1999. december 13.   | Anderson Mesa      | LONEOS                          | | MPC JPL |
| 33810 Tangirala        | 1999 XZ156     | 1999. december 8.    | Socorro            | LINEAR                          | Pujita Srilalitha Tangirala (2004–), a 2017-es Broadcom MASTERS középiskolai matematikai és tudományos verseny döntőse kémiai témában készített projektjével | MPC JPL |
| 33811 Scottobin        | 1999 XO164     | 1999. december 8.    | Socorro            | LINEAR                          | Scott Russell Tobin (2003–), a 2017-es Broadcom MASTERS középiskolai matematikai és tudományos verseny döntőse föld- és környezettudományi témában készített projektjével | MPC JPL |
| (33812) 1999 XS173     | 1999 XS173     | 1999. december 10.   | Socorro            | LINEAR                          | | MPC JPL |
| (33813) 1999 XH177     | 1999 XH177     | 1999. december 10.   | Socorro            | LINEAR                          | | MPC JPL |
| 33814 Viswesh          | 2000 AQ15      | 2000. január 3.      | Socorro            | LINEAR                          | Annika Viswesh (2003–), a 2017-es Broadcom MASTERS középiskolai matematikai és tudományos verseny döntőse informatikai és szoftvermérnöki témában készített projektjével | MPC JPL |
| (33815) 2000 AG31      | 2000 AG31      | 2000. január 3.      | Socorro            | LINEAR                          | | MPC JPL |
| (33816) 2000 AL42      | 2000 AL42      | 2000. január 3.      | Socorro            | LINEAR                          | (Hungaria dinamikai család) | MPC JPL |
| 33817 Fariswald        | 2000 AF64      | 2000. január 4.      | Socorro            | LINEAR                          | Faris Irwin Wald (2002–), a 2017-es Broadcom MASTERS középiskolai matematikai és tudományos verseny döntőse föld- és környezettudományi témában készített projektjével | MPC JPL |
| (33818) 2000 AK97      | 2000 AK97      | 2000. január 4.      | Socorro            | LINEAR                          | | MPC JPL |
| (33819) 2000 AX119     | 2000 AX119     | 2000. január 5.      | Socorro            | LINEAR                          | | MPC JPL |
| (33820) 2000 AB141     | 2000 AB141     | 2000. január 5.      | Socorro            | LINEAR                          | | MPC JPL |
| (33821) 2000 AF200     | 2000 AF200     | 2000. január 9.      | Socorro            | LINEAR                          | | MPC JPL |
| (33822) 2000 AA231     | 2000 AA231     | 2000. január 4.      | Anderson Mesa      | LONEOS                          | (L4 – görög csoport) | MPC JPL |
| 33823 Mariorigutti     | 2000 CQ1       | 2000. február 3.     | San Marcello       | Maura Tombelli, Andrea Boattini | | MPC JPL |
| (33824) 2000 DG31      | 2000 DG31      | 2000. február 29.    | Socorro            | LINEAR                          | | MPC JPL |
| 33825 Reganwill        | 2000 DQ81      | 2000. február 28.    | Socorro            | LINEAR                          | Regan Catherine Williams (2005–), a 2017-es Broadcom MASTERS középiskolai matematikai és tudományos verseny döntőse állattudományi témában készített projektjével | MPC JPL |
| 33826 Kevynadams       | 2000 DW82      | 2000. február 28.    | Socorro            | LINEAR                          | Kevyn Adams, a 2017-es Broadcom MASTERS középiskolai matematikai és tudományos verseny egyik döntősének mentora | MPC JPL |
| (33827) 2000 ED        | 2000 ED        | 2000. március 1.     | Óizumi             | Kobajasi Takaó                  | | MPC JPL |
| (33828) 2000 EP44      | 2000 EP44      | 2000. március 9.     | Socorro            | LINEAR                          | | MPC JPL |
| 33829 Asherson         | 2000 EZ66      | 2000. március 10.    | Socorro            | LINEAR                          | Caryn Asherson, a 2017-es Broadcom MASTERS középiskolai matematikai és tudományos verseny egyik döntősének mentora | MPC JPL |
| (33830) 2000 EC93      | 2000 EC93      | 2000. március 9.     | Socorro            | LINEAR                          | | MPC JPL |
| (33831) 2000 EA98      | 2000 EA98      | 2000. március 12.    | Socorro            | LINEAR                          | | MPC JPL |
| (33832) 2000 EE135     | 2000 EE135     | 2000. március 11.    | Anderson Mesa      | LONEOS                          | | MPC JPL |
| (33833) 2000 EN154     | 2000 EN154     | 2000. március 6.     | Haleakalā          | NEAT                            | | MPC JPL |
| 33834 Hannahkaplan     | 2000 ES158     | 2000. március 12.    | Anderson Mesa      | LONEOS                          | Hannah Kaplan (1991–), a coloradoi Délnyugati Kutató Intézet posztdoktorális kutatója; részt vett az OSIRIS-REx misszióban; szakterülete a távérzékelési technikák és spektroszkópia használata a föld- és bolygótudományok kutatásához                                                                                        | MPC JPL |
| (33835) 2000 EQ200     | 2000 EQ200     | 2000. március 1.     | Catalina           | CSS                             | | MPC JPL |
| (33836) 2000 FB39      | 2000 FB39      | 2000. március 29.    | Socorro            | LINEAR                          | | MPC JPL |
| (33837) 2000 FQ40      | 2000 FQ40      | 2000. március 29.    | Socorro            | LINEAR                          | (Jupiter-Tisserand invariáns) | MPC JPL |
| 33838 Brandabaker      | 2000 GU49      | 2000. április 5.     | Socorro            | LINEAR                          | Branda Baker, a 2017-es Broadcom MASTERS középiskolai matematikai és tudományos verseny egyik döntősének mentora | MPC JPL |
| (33839) 2000 GQ58      | 2000 GQ58      | 2000. április 5.     | Socorro            | LINEAR                          | | MPC JPL |
| (33840) 2000 GR63      | 2000 GR63      | 2000. április 5.     | Socorro            | LINEAR                          | | MPC JPL |
| (33841) 2000 GB75      | 2000 GB75      | 2000. április 5.     | Socorro            | LINEAR                          | | MPC JPL |
| (33842) 2000 GN79      | 2000 GN79      | 2000. április 5.     | Socorro            | LINEAR                          | | MPC JPL |
| (33843) 2000 GP127     | 2000 GP127     | 2000. április 11.    | Haleakalā          | NEAT                            | (Hungaria dinamikai család) | MPC JPL |
| (33844) 2000 GQ133     | 2000 GQ133     | 2000. április 7.     | Socorro            | LINEAR                          | | MPC JPL |
| (33845) 2000 GT157     | 2000 GT157     | 2000. április 7.     | Anderson Mesa      | LONEOS                          | | MPC JPL |
| (33846) 2000 GO167     | 2000 GO167     | 2000. április 4.     | Socorro            | LINEAR                          | | MPC JPL |
| (33847) 2000 GO182     | 2000 GO182     | 2000. április 3.     | Kitt Peak          | Spacewatch                      | | MPC JPL |
| (33848) 2000 HU6       | 2000 HU6       | 2000. április 24.    | Kitt Peak          | Spacewatch                      | | MPC JPL |
| (33849) 2000 HL13      | 2000 HL13      | 2000. április 28.    | Socorro            | LINEAR                          | | MPC JPL |
| (33850) 2000 HT26      | 2000 HT26      | 2000. április 24.    | Anderson Mesa      | LONEOS                          | | MPC JPL |
| (33851) 2000 HD33      | 2000 HD33      | 2000. április 29.    | Socorro            | LINEAR                          | | MPC JPL |
| 33852 Baschnagel       | 2000 HO52      | 2000. április 29.    | Socorro            | LINEAR                          | Amy Baschnagel, a 2017-es Broadcom MASTERS középiskolai matematikai és tudományos verseny egyik döntősének mentora | MPC JPL |
| (33853) 2000 HB53      | 2000 HB53      | 2000. április 29.    | Socorro            | LINEAR                          | | MPC JPL |
| (33854) 2000 HH53      | 2000 HH53      | 2000. április 29.    | Socorro            | LINEAR                          | | MPC JPL |
| (33855) 2000 HS60      | 2000 HS60      | 2000. április 25.    | Anderson Mesa      | LONEOS                          | | MPC JPL |
| (33856) 2000 HD73      | 2000 HD73      | 2000. április 27.    | Anderson Mesa      | LONEOS                          | | MPC JPL |
| (33857) 2000 HU74      | 2000 HU74      | 2000. április 27.    | Socorro            | LINEAR                          | | MPC JPL |
| (33858) 2000 HG78      | 2000 HG78      | 2000. április 28.    | Socorro            | LINEAR                          | | MPC JPL |
| (33859) 2000 HX82      | 2000 HX82      | 2000. április 29.    | Socorro            | LINEAR                          | | MPC JPL |
| (33860) 2000 HZ86      | 2000 HZ86      | 2000. április 30.    | Kitt Peak          | Spacewatch                      | | MPC JPL |
| 33861 Boucvalt         | 2000 HO94      | 2000. április 29.    | Socorro            | LINEAR                          | Cathy Boucvalt, a 2017-es Broadcom MASTERS középiskolai matematikai és tudományos verseny egyik döntősének mentora | MPC JPL |
| (33862) 2000 HS99      | 2000 HS99      | 2000. április 26.    | Anderson Mesa      | LONEOS                          | | MPC JPL |
| 33863 Elfriederwin     | 2000 JH7       | 2000. május 5.       | Starkenburg        | Starkenburg Obszervatórium      | Elfriede Schwab (1934–) és Erwin Schwab (1924–), a kisbolygó egyik felfedezőjének, fiatalabb Erwin Schwabnak a szülei | MPC JPL |
| (33864) 2000 JP12      | 2000 JP12      | 2000. május 6.       | Socorro            | LINEAR                          | | MPC JPL |
| (33865) 2000 JX15      | 2000 JX15      | 2000. május 4.       | Socorro            | LINEAR                          | (Hungaria dinamikai család) | MPC JPL |
| (33866) 2000 JN17      | 2000 JN17      | 2000. május 5.       | Socorro            | LINEAR                          | | MPC JPL |
| (33867) 2000 JO18      | 2000 JO18      | 2000. május 3.       | Socorro            | LINEAR                          | | MPC JPL |
| (33868) 2000 JF29      | 2000 JF29      | 2000. május 7.       | Socorro            | LINEAR                          | | MPC JPL |
| 33869 Brunnermatt      | 2000 JK32      | 2000. május 7.       | Socorro            | LINEAR                          | Matt Brunner, a 2017-es Broadcom MASTERS középiskolai matematikai és tudományos verseny egyik döntősének mentora | MPC JPL |
| (33870) 2000 JP32      | 2000 JP32      | 2000. május 7.       | Socorro            | LINEAR                          | | MPC JPL |
| 33871 Locastillo       | 2000 JK34      | 2000. május 7.       | Socorro            | LINEAR                          | Lourdie Castillo, a 2017-es Broadcom MASTERS középiskolai matematikai és tudományos verseny egyik döntősének mentora | MPC JPL |
| 33872 Kristichung      | 2000 JX39      | 2000. május 7.       | Socorro            | LINEAR                          | Kristi Chung, a 2017-es Broadcom MASTERS középiskolai matematikai és tudományos verseny egyik döntősének mentora | MPC JPL |
| (33873) 2000 JS52      | 2000 JS52      | 2000. május 9.       | Socorro            | LINEAR                          | | MPC JPL |
| (33874) 2000 JF53      | 2000 JF53      | 2000. május 9.       | Socorro            | LINEAR                          | | MPC JPL |
| 33875 Laurencooney     | 2000 JY54      | 2000. május 6.       | Socorro            | LINEAR                          | Lauren Cooney, a 2017-es Broadcom MASTERS középiskolai matematikai és tudományos verseny egyik döntősének mentora | MPC JPL |
| (33876) 2000 JJ57      | 2000 JJ57      | 2000. május 6.       | Socorro            | LINEAR                          | | MPC JPL |
| (33877) 2000 JR57      | 2000 JR57      | 2000. május 6.       | Socorro            | LINEAR                          | | MPC JPL |
| (33878) 2000 JW61      | 2000 JW61      | 2000. május 7.       | Socorro            | LINEAR                          | | MPC JPL |
| 33879 Kierstendeen     | 2000 JG62      | 2000. május 7.       | Socorro            | LINEAR                          | Kiersten Deen, a 2017-es Broadcom MASTERS középiskolai matematikai és tudományos verseny egyik döntősének mentora | MPC JPL |
| (33880) 2000 JD65      | 2000 JD65      | 2000. május 5.       | Socorro            | LINEAR                          | | MPC JPL |
| (33881) 2000 JK66      | 2000 JK66      | 2000. május 6.       | Socorro            | LINEAR                          | | MPC JPL |
| (33882) 2000 JM74      | 2000 JM74      | 2000. május 4.       | Anderson Mesa      | LONEOS                          | | MPC JPL |
| (33883) 2000 KD4       | 2000 KD4       | 2000. május 27.      | Reedy Creek        | John Broughton                  | | MPC JPL |
| (33884) 2000 KX9       | 2000 KX9       | 2000. május 28.      | Socorro            | LINEAR                          | | MPC JPL |
| (33885) 2000 KF16      | 2000 KF16      | 2000. május 28.      | Socorro            | LINEAR                          | | MPC JPL |
| 33886 Lilydeveau       | 2000 KU18      | 2000. május 28.      | Socorro            | LINEAR                          | Lily Deveau, a 2017-es Broadcom MASTERS középiskolai matematikai és tudományos verseny egyik döntősének mentora | MPC JPL |
| (33887) 2000 KF19      | 2000 KF19      | 2000. május 28.      | Socorro            | LINEAR                          | | MPC JPL |
| (33888) 2000 KG21      | 2000 KG21      | 2000. május 29.      | Anderson Mesa      | LONEOS                          | (Hungaria dinamikai család) | MPC JPL |
| 33889 Jengebo          | 2000 KZ22      | 2000. május 28.      | Socorro            | LINEAR                          | Jen Gebo, a 2017-es Broadcom MASTERS középiskolai matematikai és tudományos verseny egyik döntősének mentora | MPC JPL |
| (33890) 2000 KQ24      | 2000 KQ24      | 2000. május 28.      | Socorro            | LINEAR                          | | MPC JPL |
| (33891) 2000 KS24      | 2000 KS24      | 2000. május 28.      | Socorro            | LINEAR                          | | MPC JPL |
| 33892 Meligingrich     | 2000 KP25      | 2000. május 28.      | Socorro            | LINEAR                          | Melissa Gingrich, a 2017-es Broadcom MASTERS középiskolai matematikai és tudományos verseny egyik döntősének mentora | MPC JPL |
| (33893) 2000 KB26      | 2000 KB26      | 2000. május 28.      | Socorro            | LINEAR                          | | MPC JPL |
| (33894) 2000 KM30      | 2000 KM30      | 2000. május 28.      | Socorro            | LINEAR                          | | MPC JPL |
| (33895) 2000 KM31      | 2000 KM31      | 2000. május 28.      | Socorro            | LINEAR                          | | MPC JPL |
| 33896 Hickson          | 2000 KL40      | 2000. május 30.      | Anderson Mesa      | LONEOS                          | Dylan Hickson (1991–), az puerto rico-i Arecibo Obszervatórium posztdoktorális munkatársa, aki a földközeli aszteroidák radarmegfigyelésére szakosodott, valamint a bolygófelületek és a regolit tulajdonságainak megértésére radarszórási mérések segítségével                                                                | MPC JPL |
| 33897 Erikagreen       | 2000 KU41      | 2000. május 27.      | Socorro            | LINEAR                          | Erika Green, a 2017-es Broadcom MASTERS középiskolai matematikai és tudományos verseny egyik döntősének mentora | MPC JPL |
| 33898 Kendra           | 2000 KQ53      | 2000. május 29.      | Socorro            | LINEAR                          | Kendra Harrison, a 2017-es Broadcom MASTERS középiskolai matematikai és tudományos verseny egyik döntősének mentora | MPC JPL |
| (33899) 2000 KE55      | 2000 KE55      | 2000. május 27.      | Socorro            | LINEAR                          | | MPC JPL |
| (33900) 2000 KS55      | 2000 KS55      | 2000. május 27.      | Socorro            | LINEAR                          | | MPC JPL |
| 33901–34000.           |                |                      |                    |                                 | |         |
| (33901) 2000 KJ56      | 2000 KJ56      | 2000. május 27.      | Socorro            | LINEAR                          | | MPC JPL |
| 33902 Ingoldsby        | 2000 KU64      | 2000. május 27.      | Socorro            | LINEAR                          | Martin Ingoldsby, a 2017-es Broadcom MASTERS középiskolai matematikai és tudományos verseny egyik döntősének mentora | MPC JPL |
| (33903) 2000 KH68      | 2000 KH68      | 2000. május 30.      | Anderson Mesa      | LONEOS                          | | MPC JPL |
| 33904 Janardhanan      | 2000 KC77      | 2000. május 27.      | Socorro            | LINEAR                          | Vidya Janardhanan, a 2017-es Broadcom MASTERS középiskolai matematikai és tudományos verseny egyik döntősének mentora | MPC JPL |
| 33905 Leyajoykutty     | 2000 KB80      | 2000. május 27.      | Socorro            | LINEAR                          | Leya Joykutty, a 2017-es Broadcom MASTERS középiskolai matematikai és tudományos verseny egyik döntősének mentora | MPC JPL |
| (33906) 2000 KL81      | 2000 KL81      | 2000. május 26.      | Kitt Peak          | Spacewatch                      | | MPC JPL |
| 33907 Christykrenek    | 2000 LP4       | 2000. június 5.      | Socorro            | LINEAR                          | Christy Krenek, a 2017-es Broadcom MASTERS középiskolai matematikai és tudományos verseny egyik döntősének mentora | MPC JPL |
| (33908) 2000 LL6       | 2000 LL6       | 2000. június 5.      | Socorro            | LINEAR                          | | MPC JPL |
| (33909) 2000 LU7       | 2000 LU7       | 2000. június 5.      | Socorro            | LINEAR                          | | MPC JPL |
| 33910 Lestarge         | 2000 LJ9       | 2000. június 5.      | Socorro            | LINEAR                          | Brian LeStarge, a 2017-es Broadcom MASTERS középiskolai matematikai és tudományos verseny egyik döntősének mentora | MPC JPL |
| (33911) 2000 LM11      | 2000 LM11      | 2000. június 4.      | Socorro            | LINEAR                          | | MPC JPL |
| 33912 Melissanoland    | 2000 LV13      | 2000. június 6.      | Socorro            | LINEAR                          | Melissa Noland, a 2017-es Broadcom MASTERS középiskolai matematikai és tudományos verseny egyik döntősének mentora | MPC JPL |
| (33913) 2000 LK14      | 2000 LK14      | 2000. június 7.      | Socorro            | LINEAR                          | | MPC JPL |
| (33914) 2000 LN14      | 2000 LN14      | 2000. június 7.      | Socorro            | LINEAR                          | | MPC JPL |
| (33915) 2000 LA15      | 2000 LA15      | 2000. június 5.      | Črni Vrh           | Črni Vrh Obszervatórium         | | MPC JPL |
| (33916) 2000 LF19      | 2000 LF19      | 2000. június 8.      | Socorro            | LINEAR                          | | MPC JPL |
| 33917 Kellyoconnor     | 2000 LK19      | 2000. június 8.      | Socorro            | LINEAR                          | Kelly O'Connor, a 2017-es Broadcom MASTERS középiskolai matematikai és tudományos verseny egyik döntősének mentora | MPC JPL |
| 33918 Janiscoville     | 2000 LL19      | 2000. június 8.      | Socorro            | LINEAR                          | Janice Scoville, a 2017-es Broadcom MASTERS középiskolai matematikai és tudományos verseny egyik döntősének mentora | MPC JPL |
| (33919) 2000 LV19      | 2000 LV19      | 2000. június 8.      | Socorro            | LINEAR                          | | MPC JPL |
| 33920 Trivisonno       | 2000 LZ20      | 2000. június 8.      | Socorro            | LINEAR                          | Andrea Trivisonno, a 2017-es Broadcom MASTERS középiskolai matematikai és tudományos verseny egyik döntősének mentora | MPC JPL |
| (33921) 2000 LC21      | 2000 LC21      | 2000. június 8.      | Socorro            | LINEAR                          | | MPC JPL |
| (33922) 2000 LB23      | 2000 LB23      | 2000. június 6.      | Kitt Peak          | Spacewatch                      | | MPC JPL |
| 33923 Juliewarren      | 2000 LH25      | 2000. június 7.      | Socorro            | LINEAR                          | Julie Warren, a 2017-es Broadcom MASTERS középiskolai matematikai és tudományos verseny egyik döntősének mentora | MPC JPL |
| (33924) 2000 LS26      | 2000 LS26      | 2000. június 1.      | Anderson Mesa      | LONEOS                          | | MPC JPL |
| (33925) 2000 LB27      | 2000 LB27      | 2000. június 11.     | Valinhos           | Paulo R. Holvorcem              | | MPC JPL |
| (33926) 2000 LC27      | 2000 LC27      | 2000. június 6.      | Anderson Mesa      | LONEOS                          | | MPC JPL |
| (33927) 2000 LH27      | 2000 LH27      | 2000. június 6.      | Anderson Mesa      | LONEOS                          | | MPC JPL |
| (33928) 2000 LJ27      | 2000 LJ27      | 2000. június 6.      | Anderson Mesa      | LONEOS                          | | MPC JPL |
| 33929 Lisaprato        | 2000 LP27      | 2000. június 6.      | Anderson Mesa      | LONEOS                          | Lisa A. Prato (1963–), a Lowell Obszervatórium csillagász asszisztense; munkája a legközelebbi bináris csillagrendszerekben lévő objektumok dinamikus tömegarányainak pontos mérésére specializálódott | MPC JPL |
| (33930) 2000 LQ27      | 2000 LQ27      | 2000. június 6.      | Anderson Mesa      | LONEOS                          | | MPC JPL |
| (33931) 2000 LW28      | 2000 LW28      | 2000. június 6.      | Anderson Mesa      | LONEOS                          | | MPC JPL |
| 33932 Keane            | 2000 LZ28      | 2000. június 6.      | Anderson Mesa      | LONEOS                          | Jacqueline V. Keane (1973–), a Hawaii Egyetem Csillagászati Intézetének csillagász asszisztense, akinek kutatási területei közé tartozik a földi és űri létesítmények használata az üstökösök és az üstökösök magjainak tanulmányozására                                                                                       | MPC JPL |
| (33933) 2000 LE29      | 2000 LE29      | 2000. június 9.      | Anderson Mesa      | LONEOS                          | | MPC JPL |
| (33934) 2000 LA30      | 2000 LA30      | 2000. június 7.      | Socorro            | LINEAR                          | | MPC JPL |
| (33935) 2000 LH30      | 2000 LH30      | 2000. június 7.      | Socorro            | LINEAR                          | (Cybele dinamikai család) | MPC JPL |
| 33936 Johnwells        | 2000 LL30      | 2000. június 7.      | Socorro            | LINEAR                          | John Wells, a 2017-es Broadcom MASTERS középiskolai matematikai és tudományos verseny egyik döntősének mentora | MPC JPL |
| 33937 Raphaelmarschall | 2000 LZ31      | 2000. június 5.      | Anderson Mesa      | LONEOS                          | Raphael Marschall (1987–), a Délnyugati Kutató Intézet kutató tudósa, akinek tanulmányai között szerepel a gáz- és porkibocsátás modellezése az üstökös magokból, valamint a Churyumov-Gerasimenko üstökös megfigyeléseinek és adatainak értelmezése, amelyet a Rosetta misszió alatt kutattak fel                             | MPC JPL |
| (33938) 2000 LT33      | 2000 LT33      | 2000. június 4.      | Haleakalā          | NEAT                            | | MPC JPL |
| (33939) 2000 LO35      | 2000 LO35      | 2000. június 1.      | Anderson Mesa      | LONEOS                          | | MPC JPL |
| (33940) 2000 LS35      | 2000 LS35      | 2000. június 1.      | Anderson Mesa      | LONEOS                          | | MPC JPL |
| (33941) 2000 LX35      | 2000 LX35      | 2000. június 1.      | Anderson Mesa      | LONEOS                          | | MPC JPL |
| (33942) 2000 LA36      | 2000 LA36      | 2000. június 1.      | Anderson Mesa      | LONEOS                          | | MPC JPL |
| (33943) 2000 LE36      | 2000 LE36      | 2000. június 1.      | Haleakalā          | NEAT                            | | MPC JPL |
| (33944) 2000 MA        | 2000 MA        | 2000. június 16.     | Valinhos           | Paulo R. Holvorcem              | | MPC JPL |
| (33945) 2000 MR        | 2000 MR        | 2000. június 24.     | Haleakalā          | NEAT                            | | MPC JPL |
| (33946) 2000 MV        | 2000 MV        | 2000. június 24.     | Reedy Creek        | John Broughton                  | | MPC JPL |
| (33947) 2000 ML1       | 2000 ML1       | 2000. június 25.     | Socorro            | LINEAR                          | | MPC JPL |
| (33948) 2000 MA2       | 2000 MA2       | 2000. június 25.     | Farpoint           | Farpoint Obszervatórium         | | MPC JPL |
| (33949) 2000 MP4       | 2000 MP4       | 2000. június 25.     | Socorro            | LINEAR                          | | MPC JPL |
| (33950) 2000 MY4       | 2000 MY4       | 2000. június 25.     | Socorro            | LINEAR                          | | MPC JPL |
| (33951) 2000 MD5       | 2000 MD5       | 2000. június 26.     | Socorro            | LINEAR                          | | MPC JPL |
| (33952) 2000 ML5       | 2000 ML5       | 2000. június 26.     | Socorro            | LINEAR                          | | MPC JPL |
| (33953) 2000 MM6       | 2000 MM6       | 2000. június 30.     | Haleakalā          | NEAT                            | | MPC JPL |
| (33954) 2000 ND        | 2000 ND        | 2000. július 1.      | Prescott           | Paul G. Comba                   | | MPC JPL |
| (33955) 2000 NC3       | 2000 NC3       | 2000. július 6.      | Prescott           | Paul G. Comba                   | | MPC JPL |
| (33956) 2000 NN3       | 2000 NN3       | 2000. július 3.      | Socorro            | LINEAR                          | | MPC JPL |
| (33957) 2000 NG5       | 2000 NG5       | 2000. július 7.      | Socorro            | LINEAR                          | | MPC JPL |
| 33958 Zaferiou         | 2000 NK5       | 2000. július 7.      | Socorro            | LINEAR                          | Paraskevy Zaferiou, a 2017-es Broadcom MASTERS középiskolai matematikai és tudományos verseny egyik döntősének mentora | MPC JPL |
| (33959) 2000 ND6       | 2000 ND6       | 2000. július 3.      | Kitt Peak          | Spacewatch                      | | MPC JPL |
| (33960) 2000 NJ9       | 2000 NJ9       | 2000. július 7.      | Socorro            | LINEAR                          | | MPC JPL |
| 33961 Macinleyneve     | 2000 NO9       | 2000. július 7.      | Socorro            | LINEAR                          | Macinley Neve Butson (2000–), a 2017-es Intel International Science and Engineering Fair tudományos verseny első helyezettje áttételi orvostudományi témában készített projektjével | MPC JPL |
| (33962) 2000 NR9       | 2000 NR9       | 2000. július 6.      | Socorro            | LINEAR                          | | MPC JPL |
| 33963 Moranhidalgo     | 2000 NA10      | 2000. július 7.      | Socorro            | LINEAR                          | Camila Moran-Hidalgo (2002–), a 2017-es Intel International Science and Engineering Fair tudományos verseny második helyezettje bioorvos mérnöki témában készített projektjével | MPC JPL |
| (33964) 2000 NS10      | 2000 NS10      | 2000. július 6.      | Anderson Mesa      | LONEOS                          | | MPC JPL |
| (33965) 2000 NY10      | 2000 NY10      | 2000. július 10.     | Valinhos           | Paulo R. Holvorcem              | | MPC JPL |
| (33966) 2000 NC11      | 2000 NC11      | 2000. július 10.     | Valinhos           | Paulo R. Holvorcem              | | MPC JPL |
| (33967) 2000 NO12      | 2000 NO12      | 2000. július 5.      | Anderson Mesa      | LONEOS                          | | MPC JPL |
| (33968) 2000 NF13      | 2000 NF13      | 2000. július 5.      | Anderson Mesa      | LONEOS                          | | MPC JPL |
| (33969) 2000 NM13      | 2000 NM13      | 2000. július 5.      | Anderson Mesa      | LONEOS                          | | MPC JPL |
| (33970) 2000 NC14      | 2000 NC14      | 2000. július 5.      | Anderson Mesa      | LONEOS                          | | MPC JPL |
| (33971) 2000 NL14      | 2000 NL14      | 2000. július 5.      | Anderson Mesa      | LONEOS                          | | MPC JPL |
| (33972) 2000 NO15      | 2000 NO15      | 2000. július 5.      | Anderson Mesa      | LONEOS                          | | MPC JPL |
| (33973) 2000 NS16      | 2000 NS16      | 2000. július 5.      | Anderson Mesa      | LONEOS                          | | MPC JPL |
| (33974) 2000 ND17      | 2000 ND17      | 2000. július 5.      | Anderson Mesa      | LONEOS                          | | MPC JPL |
| (33975) 2000 NF17      | 2000 NF17      | 2000. július 5.      | Anderson Mesa      | LONEOS                          | | MPC JPL |
| (33976) 2000 NL19      | 2000 NL19      | 2000. július 5.      | Anderson Mesa      | LONEOS                          | | MPC JPL |
| (33977) 2000 NY19      | 2000 NY19      | 2000. július 5.      | Anderson Mesa      | LONEOS                          | | MPC JPL |
| (33978) 2000 NX20      | 2000 NX20      | 2000. július 6.      | Anderson Mesa      | LONEOS                          | | MPC JPL |
| 33979 Sunhaochun       | 2000 NJ21      | 2000. július 7.      | Socorro            | LINEAR                          | Sun Haochun Michael (2000–), a 2017-es Intel International Science and Engineering Fair tudományos verseny második helyezettje matematikai témában készített csoportprojektjével | MPC JPL |
| (33980) 2000 NW21      | 2000 NW21      | 2000. július 7.      | Socorro            | LINEAR                          | | MPC JPL |
| (33981) 2000 NH22      | 2000 NH22      | 2000. július 7.      | Anderson Mesa      | LONEOS                          | | MPC JPL |
| (33982) 2000 NQ23      | 2000 NQ23      | 2000. július 5.      | Anderson Mesa      | LONEOS                          | | MPC JPL |
| (33983) 2000 NV23      | 2000 NV23      | 2000. július 5.      | Anderson Mesa      | LONEOS                          | | MPC JPL |
| (33984) 2000 NU24      | 2000 NU24      | 2000. július 4.      | Anderson Mesa      | LONEOS                          | | MPC JPL |
| (33985) 2000 NG25      | 2000 NG25      | 2000. július 4.      | Anderson Mesa      | LONEOS                          | | MPC JPL |
| (33986) 2000 NK25      | 2000 NK25      | 2000. július 4.      | Anderson Mesa      | LONEOS                          | | MPC JPL |
| (33987) 2000 NV25      | 2000 NV25      | 2000. július 4.      | Anderson Mesa      | LONEOS                          | | MPC JPL |
| (33988) 2000 NQ26      | 2000 NQ26      | 2000. július 4.      | Anderson Mesa      | LONEOS                          | | MPC JPL |
| (33989) 2000 NC27      | 2000 NC27      | 2000. július 4.      | Anderson Mesa      | LONEOS                          | | MPC JPL |
| (33990) 2000 ND27      | 2000 ND27      | 2000. július 4.      | Anderson Mesa      | LONEOS                          | | MPC JPL |
| 33991 Weixunjing       | 2000 NB28      | 2000. július 3.      | Socorro            | LINEAR                          | Wei Xunjing (1999–), a 2017-es Intel International Science and Engineering Fair tudományos verseny első helyezettje fizikai és csillagászati témában készített projektjével | MPC JPL |
| (33992) 2000 OQ        | 2000 OQ        | 2000. július 23.     | Reedy Creek        | John Broughton                  | | MPC JPL |
| (33993) 2000 OS        | 2000 OS        | 2000. július 23.     | Reedy Creek        | John Broughton                  | | MPC JPL |
| 33994 Regidufour       | 2000 OR1       | 2000. július 26.     | Needville          | Needville Obszervatórium        | Reginald Dufour (1948–), a houstoni Rice Egyetem professzora, aki a földön és az űrben lévő vizsgálatok révén továbbfejlesztette a ködök és a csillagképző galaxisok ismereteit; az amatőrcsillagászok mentora és barátja; ő kölcsönözte a CCD kamerát, hogy felfedezze ezt a kisbolygót                                       | MPC JPL |
| (33995) 2000 OV1       | 2000 OV1       | 2000. július 26.     | Farpoint           | Farpoint Obszervatórium         | | MPC JPL |
| (33996) 2000 OK2       | 2000 OK2       | 2000. július 28.     | Prescott           | Paul G. Comba                   | | MPC JPL |
| (33997) 2000 OK3       | 2000 OK3       | 2000. július 24.     | Socorro            | LINEAR                          | | MPC JPL |
| (33998) 2000 OW3       | 2000 OW3       | 2000. július 24.     | Socorro            | LINEAR                          | | MPC JPL |
| (33999) 2000 OG4       | 2000 OG4       | 2000. július 24.     | Socorro            | LINEAR                          | | MPC JPL |
| 34000 Martinmatl       | 2000 OL4       | 2000. július 24.     | Socorro            | LINEAR                          | Martin Matl (1999–), a 2017-es Intel International Science and Engineering Fair tudományos verseny második helyezettje növénytudományi témában készített projektjével | MPC JPL |

## Fordítás
Ez a szócikk részben vagy egészben  a   List of minor planets: 33001–34000 című angol Wikipédia-szócikk fordításán alapul.  Az eredeti cikk szerkesztőit annak laptörténete sorolja fel. Ez a jelzés csupán a megfogalmazás eredetét és a szerzői jogokat jelzi, nem szolgál a cikkben szereplő információk forrásmegjelöléseként.
Ez a szócikk részben vagy egészben  a   Meanings of minor planet names: 33001–34000 című angol Wikipédia-szócikk fordításán alapul.  Az eredeti cikk szerkesztőit annak laptörténete sorolja fel. Ez a jelzés csupán a megfogalmazás eredetét és a szerzői jogokat jelzi, nem szolgál a cikkben szereplő információk forrásmegjelöléseként.